# Nicolas Herberay des Essarts
Nicolas Herberay des Essarts († 1552) war ein französischer Übersetzer.

## Leben und Werk
Nicolas Herberay des Essarts wirkte als hoher Artillerieoffizier des Königs Franz I. in der Picardie und hatte dort Kontakt zu spanischen Edelleuten der Spanischen Niederlande. Diese machten ihn auf den Amadisroman aufmerksam, dessen erste acht Bände er von 1540 bis 1548 im Auftrag des Königs ins Französische übersetzte. Herberay des Essarts verstand seine Übersetzungsaufgabe als freies Neuschreiben in eleganter Prosa nach dem Geschmack des französischen Publikums. Im Zusammenwirken mit den Verlegern Jean Longis und Vincent Sertenas schuf er eine Art planmäßig abgefassten und vermarkteten Fortsetzungsroman, der einen ungeheuren Erfolg hatte und bis 1615 das 22. Buch erreichte.  Daneben übersetzte er weitere spanische Texte.

## Kritische Ausgabe
- Garci Rodríguez de Montalvo: Amadis de Gaule. Traduit par Nicolas Herberay des Essarts. Hrsg. Michel Bideaux und Véronique Duché-Gavet. Bände 1, 3, 4 und 5. Champion/Classiques Garnier, Paris 2005–2011.